# Hotelkooperation
Hotelkooperationen sind Zusammenschlüsse privat geführter Hotels, die in Abgrenzung zur Hotelkette jedoch nicht unter einer Gesamtleitung stehen. In den meisten Fällen sind sie auf spezielle Gruppen von Tourismus ein- und ausgerichtet und sind bestenfalls als Arge miteinander verbunden. Sie sind rechtlich unabhängig, kooperieren jedoch wirtschaftlich miteinander.
Eine Hotelkooperation dient dazu, erweiterte wirtschaftliche Stärke in den Bereichen Verkauf (z. B. Verhandlungsbasis bei Firmenverträgen), Einkauf (Sonderkonditionen bei Lieferanten durch größeres Volumen) und Werbung (größere Reichweite) zu entwickeln. Des Weiteren dient die Hotelkooperation dem Austausch von Erfahrungen unter den Hoteliers.
Die Hotels behalten ihre Individualität bei, wobei durch eine übergeordnete Corporate Identity (wie Logo und Namenserweiterung) die Zugehörigkeit zur Kooperation nach innen und außen dargestellt werden soll.

## Die weltweit größten Hotelkooperationen
Seit 1982 veröffentlicht die amerikanische Zeitschrift Hotels mit Hotels 325 eine Übersicht über die größten Hotelketten/-kooperationen weltweit. In der folgenden Liste sind die fünfundzwanzig größten Hotelkooperationen anhand ihrer Zimmeranzahl aufgeführt:
| Kooperation                            | Sitz                           | Zimmer 2013 | Hotels 2013 | Zimmer 2014 | Hotels 2014 | Zimmer 2015 | Hotels 2015 |
| -------------------------------------- | ------------------------------ | ----------- | ----------- | ----------- | ----------- | ----------- | ----------- |
| Hotusa Hotels                          | Barcelona, Spanien             | 234.000     | 2.600       | 233.550     | 2.600       | 233.279     | 2.600       |
| Best Eurasian Hotels                   | Moskau, Russland               | 180.000     | 1.600       | 191.200     | 1.778       | 191.200     | 1.778       |
| Preferred Hotel Group                  | Chicago, Vereinigte Staaten    | 174.000     | 1.000       | 136.228     | 650         | 150.000     | 687         |
| Great Hotels of the World              | London, Vereinigtes Königreich | 172.000     | 900         | 54.423      | 252         | 54.423      | 252         |
| Keytel                                 | Spanien                        | 144.000     | 1.500       |             |             |             |             |
| Associated Luxury Hotels International | USA                            | 112.000     | 160         |             |             |             |             |
| Worldhotels                            | Deutschland                    | 102.000     | 450         |             |             |             |             |
| Supranational Hotels                   | Großbritannien                 | 93.000      | 850         |             |             |             |             |
| SceptreHospiality Ressources           | USA                            | 78.000      | 3.100       |             |             |             |             |
| Global Hotel Alliance                  | Schweiz                        | 69.000      | 330         |             |             |             |             |
| The Leading Hotels of the World        | USA                            | 68.000      | 430         |             |             |             |             |
| Logis Hotels                           | Frankreich                     | 54.000      | 2.600       |             |             |             |             |
| Hotel Republic                         | Großbritannien                 | 34.000      | 160         |             |             |             |             |
| Small Luxury Hotels of the World       | Großbritannien                 | 26.000      | 530         |             |             |             |             |
| Prestige Resorts & Destinations        | USA                            | 25.000      | 40          |             |             |             |             |
| Epoque Hotels                          | USA                            | 24.000      | 310         |             |             |             |             |
| Société Européenne d'Hôtellerie        | Frankreich                     | 20.000      | 550         |             |             |             |             |
| Design Hotels                          | Deutschland                    | 19.000      | 250         |             |             |             |             |
| Historic Hotels of Europe              | Frankreich                     | 18.000      | 520         |             |             |             |             |
| Châteaux & Hôtels Collection           | Frankreich                     | 17.000      | 700         |             |             |             |             |
| Sercotel Hotels Consortium             | Spanien                        | 13.000      | 130         |             |             |             |             |
| LHW Hotels                             | USA                            | 13.000      | 120         |             |             |             |             |
| Relais & Châteaux                      | Frankreich                     | 11.000      | 520         |             |             |             |             |
| Hotels & Preference                    | Frankreich                     | 11.000      | 160         |             |             |             |             |
| KHotels International                  | USA                            | 8.000       | 50          |             |             |             |             |